# Municipio de Acapetahua
El municipio de Acapetahua es uno de los 124 municipios del estado mexicano de Chiapas,su nombre sería proveniente del náhuatl Acatl-Petatl-Hua y se interpreta como "Los que Tienen Petates de Carrizo". Se encuentra al sur del estado, posee una superficie de 358.3 km². Según el II Conteo de Población y vivienda de 2005, el municipio cuenta con un 24.165 habitantes y se dedican principalmente al sector primario.